# Piero Ostilio Rossi
Piero Ostilio Rossi (Taranto, 29 novembre 1948) è un architetto e saggista italiano, il cui campo di interessi riguarda l'architettura del Novecento e l'urbanistica, in particolare quella romana; è Professore Ordinario di Composizione architettonica e urbana nella Facoltà di Architettura della Sapienza.

## Biografia
Laureato in architettura alla "Sapienza" di Roma nel 1973, dal 1981 al 1996 ha collaborato con Marta Calzolaretti, Carlo Melograni, Ranieri Valli e Andrea Vidotto nello studio associato P+R.
Nel 2000 ha fondato il QART, laboratorio per lo studio di Roma contemporanea, all'interno del Dipartimento di Architettura e Progetto della Sapienza del quale, dal 2010 al 2016, è stato il Direttore. È stato Presidente del Corso di laurea in Architettura dal 2000 al 2003 e Coordinatore del Dottorato in Architettura. Teorie e Progetto dal 2007 al 2010, ruolo che è stato chiamato nuovamente a ricoprire nel 2018. Negli ultimi anni è stato responsabile del Laboratorio di Sintesi in Composizione architettonica e urbana nel Corso di Laurea Magistrale in Architettura a ciclo unico. È in pensione dal novembre 2019.
Dal 2004 al 2010 ha fatto parte, su designazione del sindaco di Roma Walter Veltroni, del Comitato scientifico della "Casa dell'Architettura" di Roma e si è occupato, tra l'altro, della progettazione della sistemazione degli spazi urbani di via della Conciliazione, Borgo Sant'Angelo e Borgo Santo Spirito a Roma in occasione del Giubileo del 2000.
È stato uno degli 11 membri della giuria, presieduta da Norman Foster, del Concorso per la realizzazione del Nuovo Centro Congressi di Roma vinto da Massimiliano Fuksas.
È autore di Roma. Guida all'architettura moderna, più volte aggiornato e ripubblicato e considerato un classico della storia dell'architettura.
Nel 2024 Andrea Bruschi ha pubblicato per i tipi di Lettera Ventidue la monografia Piero Ostilio Rossi nella collana "Maestri romani. Autoritratto di una generazione (1920'1950)".

## Pubblicazioni
- L'università di massa e le sue contraddizioni 1963-1980, in AA. VV., Cento anni di futuro. La Facoltà di Architettura di Roma, Lettera Ventidue, Siracusa 2024, pp. 254-336
- La città racconta le sue storie. Architettura, paesaggi e politiche urbane. Roma 1870-2020, Quodlibet, Macerata 2021
- Flaminio Distretto Culturale di Roma. Analisi e strategie di progetto, a cura di P.O. Rossi, Quodlibet, Macerata 2020
- Roma tra il fiume, il bosco e il mare, a cura di P.O. Rossi e O. Carpenzano, Quodlibet, Macerata 2019
- Bruno Zevi e la didattica dell'architettura, a cura di P.O. Rossi con F.R. Castelli, L. Porqueddu e G. Spirito, Quodlibet, Macerata 2019
- Prima trovare, poi cercare…, in O. Carpenzano, La dissertazione in Progettazione architettonica.  Suggerimenti per una tesi di Dottorato, Quodlibet, Macerata 2017
- La Ville Radieuse e la lezione di Pisa, "DIID Disegno industriale / Industrial design", n. 60, 2015, pp. 81–87. Numero monografico Le Corbusier, Que reste-t-il?
- Roma 20-25 Nuovi cicli di vita della metropoli / New Life Cycles for the Metropolis, Quodlibet, Macerata 2015. A cura di P. Ciorra, F. Garofalo, P.O. Rossi
- Per la città di Roma. Mario Ridolfi urbanista 1944-1954, Quodlibet, Macerata 2013
- I progetti urbani per Roma di Saverio Muratori (1947-1967), in: G. Cataldi (a cura), Saverio Muratori Architetto. Modena 1910-Roma 1973. A cento anni dalla nascita, Atti del Convegno itinerante, Modena, Venezia, Roma, Genova, Milano, Delft, ottobre 2010-ottobre 2012, Aion Edizioni, Firenze 2013, pp. 38-45
- Roma. Guida all'architettura moderna 1909-2011, Laterza, Roma-Bari 2012 e 2020
- Le Corbusier, Pier Luigi Nervi et les equipments olympiques de Rome, in M. Talamona (a cura), L'Italie de Le Corbusier, Fondation Le Corbusier/Edition de La Villette, Paris 2010, pp. 244–253
- Spinaceto? Pensavo peggio… Roma. Il paesaggio urbano delle periferie dal dopoguerra ad oggi, in M. Righetti, A. Cosma, R. Cerone (a cura), Paesaggi contemporanei, Atti del Convegno di studi, Sapienza Università di Roma, 28-30 maggio 2008, Campisano, Roma 2009, pp. 113–134
- Roma, La nuova architettura, Electa, Milano 2006
- Roma. Guida all'architettura moderna 1909-2000, Laterza, Roma-Bari 2000
- La costruzione del progetto architettonico, Laterza, Roma-Bari 1996
- Roma. Guida all'architettura moderna 1909-1991, Laterza, Roma-Bari 1991
- Architetture dello Studio P+R, "Parametro", n. 175, novembre-dicembre 1989
- Roma. Guida all'architettura moderna 1909-1984, Laterza, Roma-Bari 1984

## Opere principali
- Quattro scuole elementari e due scuole medie localizzate nei Piani di Zona del Casilino, del Laurentino e di Grottaperfetta, (con Alberto Gatti, Diambra de Sanctis e Ilaria Gatti), Roma, 1977-1983[6]
- Edificio residenziale di 20 alloggi per conto dell'IACP, Vigevano, 1990-1991
- Sistemazione di via della Conciliazione, Borgo Sant'Angelo e Borgo Santo Spirito per il Giubileo del 2000 (consulenza), Roma, 1999
- Parco archeologico naturalistico delle Terme Taurine, Civitavecchia, 2001
- Piazza di San Basilio Nuovo (con Andrea Bruschi), Roma, 2003-2007
- Biblioteca della Collina della Pace alla Borgata Finocchio (con Francesca Romana Castelli e Maurizio Alecci), Roma 2008-2016

Con lo studio associato P+R:
- Sistemazione dell'area del Mausoleo di Lucilio Peto, Roma, 1983
- Istituto Professionale per il Commercio “A. Ceccherelli”, Piombino, 1985
- Complesso di 29 alloggi nel PEEP di Villa Ceccolini per l'IACP, Pesaro, 1985-1988
- Opere di restauro e di sistemazione di tre tombe etrusche a camera, Montalto di Castro, 1985-1988
- Sistemazione degli archi neroniani dell'Acquedotto Claudio a Roma - Arcate di via di San Gregorio e arco di Silano e Dolabella, Roma, 1984-1987
- Edificio "Alte energie" dell'Istituto Nazionale di Fisica Nucleare, Frascati, 1987-1988
- Nuova palestra di Roncalceci, Ravenna, 1987-1988
- Nuovo teatro nel giardino di Bisarnella, Empoli, 1989-1990
- Piano generale per la realizzazione del Parco archeologico e naturalistico del Porto di Traiano, Fiumicino, 1990
- Parco del Castello di Piombino, Piombino, 1996
- Restauro e trasformazione del Castello di Piombino nel Museo della Città e del territorio, Piombino, 1997-2001